# Кальбуко
Кальбуко (исп. ) — город в Чили. Административный центр одноимённой коммуны. Население — 12 165 человек (2002).   Город и коммуна входит в состав провинции Льянкиуэ и области Лос-Лагос.
Территория коммуны —  590,8 км². Численность населения — 33 881 житель (2007). Плотность населения — 57,35 чел./км².

## Расположение
Город расположен в 35 км на юго-запад от административного центра области города Пуэрто-Монт.
Коммуна граничит:
- на севере — c коммуной Пуэрто-Монт
- на востоке — с коммуной Уалайуэ
- на западе — c коммуной Маульин

На юге коммуны расположен залив Анкуд.

## Демография
Согласно сведениям, собранным в ходе переписи Национальным институтом статистики,  население коммуны составляет 33 881 человек, из которых 17 484 мужчины и 16 397 женщин.
Население коммуны составляет 4,26 % от общей численности населения области Лос-Лагос. 63,6 %  относится к сельскому населению и 36,4 % — городское население.